# Norwegian Jade
Die Norwegian Jade ist ein Kreuzfahrtschiff der Norwegian Cruise Line der Panamax-Größe. Es wurde im Jahr 2006 von der Meyer-Werft in Papenburg als Pride of Hawaii fertiggestellt. Seit 2008 trägt das Schiff den Namen Norwegian Jade. Es handelt sich um das zweite Schiff der Jewel-Klasse.

## Geschichte

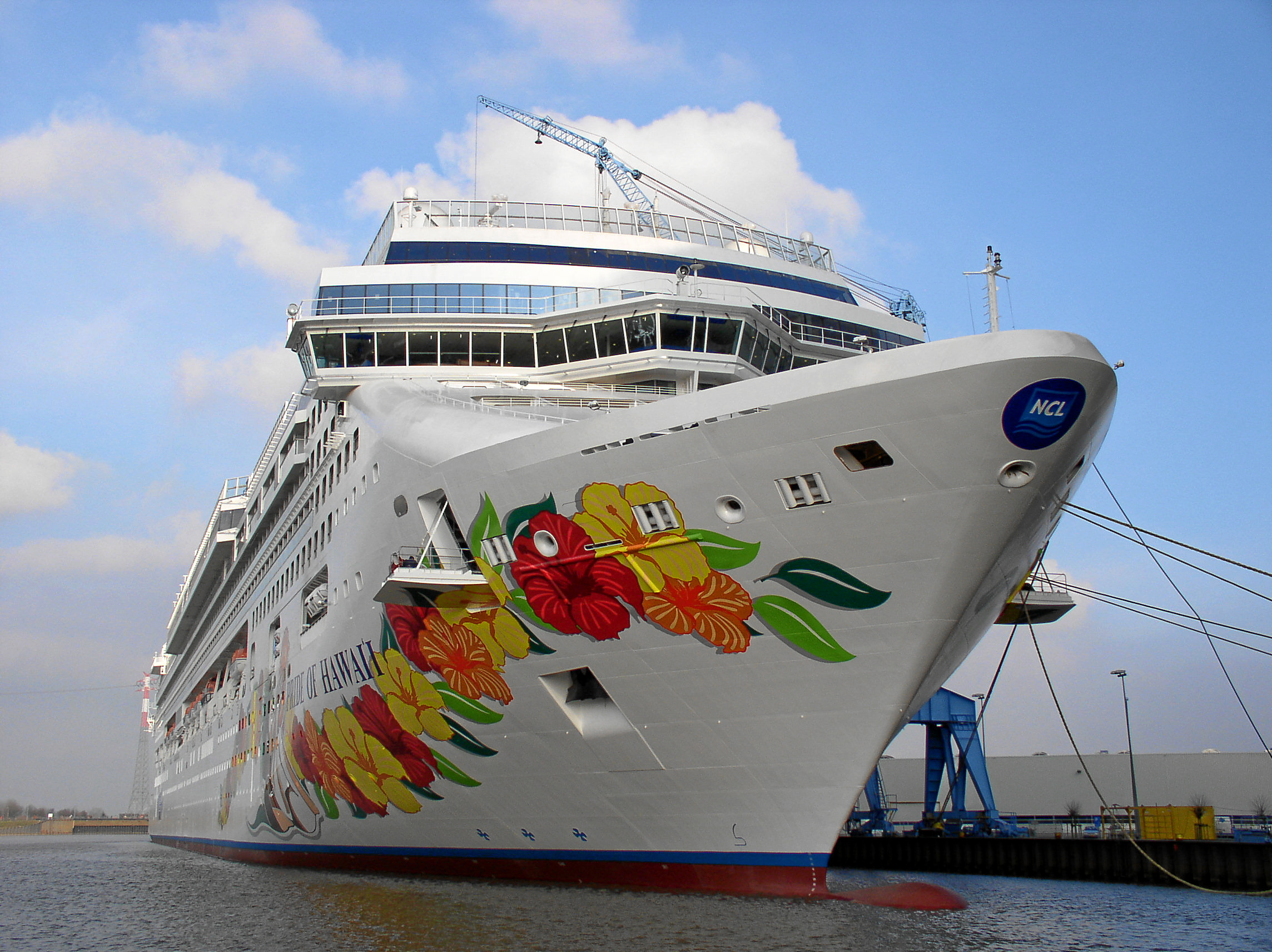
Als Pride of Hawaii nach dem Ausdocken vor der Meyer Werft

Am 16. Juli 2004 begann der Bau der Pride of Hawaii. Das Schiff wurde am 19. Februar 2006 ausgedockt. Am 12. März 2006 fand die Ems-Überführung statt, am 13. März 2006 kam das Schiff in Eemshaven an. Hierfür war die Ems mittels des Emssperrwerks auf 2,7 Meter über NN aufgestaut worden. Von Eemshaven starteten bis zur Ablieferung Probefahrten auf der Nordsee. Am 3. April 2006 kam die Pride of Hawaii für einige Tage ins Trockendock nach Hamburg, um Verbesserungen am Antrieb durchzuführen. Dort lief sie am 6. April 2006 wieder aus. Zur Überprüfung des Pod-Antriebes war sie vom 15. bis zum 19. April 2006 im Dock der Lloyd Werft Bremerhaven.
Am 19. April 2006 wurde die Pride of Hawaii durch die Meyer-Werft an die NCL Corporation, Miami/USA, abgeliefert. Aufgrund der zuvor durchgeführten Arbeiten am Antrieb hatte sich die Ablieferung um einige Tage verzögert. Das Schiff wurde ohne Passagiere durch die Reederei nach Baltimore/USA überführt und am 22. Mai in Los Angeles getauft. Anschließend nahm es den regulären Kreuzfahrtdienst vor Hawaii für NCL America auf.
Am Montag, dem 12. November 2007, wurde bestätigt, dass sich 225 der 2500 Passagiere mit humanen Noroviren infiziert hatten. Das Schiff kehrte nach einer sieben Tage dauernden Reise zum Hafen von Honolulu zurück. Das US-amerikanische Gesundheitsministerium leitete eine Untersuchung ein.
Im Februar 2008 wurde das Schiff aus dem Hawaii-Markt abgezogen. Nach einem kurzen Umbau im Dock wurde es unter dem neuen Namen Norwegian Jade in die übrige NCL-Flotte eingegliedert. Seit der Sommersaison 2008 wird es in europäischen Gewässern eingesetzt. Nach einer Verlautbarung der Reederei sollte mit der Norwegian Jade erstmals ein NCL-Schiff ganzjährig in Europa stationiert bleiben. Sie bot ganzjährig verschiedene Mittelmeerkreuzfahrten an:
Im Sommerhalbjahr ab Venedig in die Adria und das östliche Mittelmeer und im Winterhalbjahr ab Civitavecchia ebenfalls in das östliche Mittelmeer, teilweise bis in den Nahen Osten.
Während der Olympischen Spiele 2014 diente das Schiff in Sotschi als Hotelschiff.

## Technische Daten
Es ist 294,14 Meter lang (Länge über alles), 32,2 Meter breit, (37,88 m ü.a.) und hat einen Tiefgang von 8,60 Meter. Das Schiff ist mit 93.558 BRZ vermessen. An Bord können 2466 Passagiere in 1233 Kabinen untergebracht werden, außerdem finden ca. 1100 Besatzungsmitglieder Platz. Die fünf MAN-Dieselgeneratoren mit insgesamt 72.000 kW erzeugen den Strom für die beiden Pod-Antriebe mit zusammen 53.000 kW und für den gesamten Bordbetrieb. Die Höchstgeschwindigkeit beträgt 25 kn.